# Campionati mondiali di sollevamento pesi 2022 - 61 kg maschile
Le gare di sollevamento pesi della categoria fino a 61 kg maschile — pesi gallo — dei campionati mondiali del 2022 si sono svolte dal 6 al 7 dicembre 2022 a Bogotà presso la Gran Carpa Américas Corferias.

## Programma
L'orario indicato corrisponde a quello colombiano (UTC-05:00)
| Data            | Orario | Evento   |
| --------------- | ------ | -------- |
| 6 dicembre 2022 | 11:30  | Gruppo C |
| 7 dicembre 2022 | 11:30  | Gruppo B |
| 7 dicembre 2022 | 16:30  | Gruppo A |

## Medagliati
Per ciascun esercizio, i primi tre classificati sono i seguenti:
| Esercizio | Oro      | Oro    | Argento         | Argento | Bronzo          | Bronzo |
| --------- | -------- | ------ | --------------- | ------- | --------------- | ------ |
| Strappo   | Li Fabin | 137 kg | He Yueji        | 136 kg  | Eko Yuli Irawan | 135 kg |
| Slancio   | Li Fabin | 175 kg | Eko Yuli Irawan | 165 kg  | Jhon Serna      | 164 kg |
| Totale    | Li Fabin | 312 kg | Eko Yuli Irawan | 300 kg  | He Yueji        | 296 kg |

## Record
Prima di questa competizione, i record mondiali esistenti erano i seguenti:
| Record mondiale | Strappo | Li Fabin        | 145 kg | Pattaya, Thailandia   | 19 settembre 2019 |
| Record mondiale | Slancio | Eko Yuli Irawan | 174 kg | Aşgabat, Turkmenistan | 3 novembre 2018   |
| Record mondiale | Totale  | Li Fabin        | 318 kg | Pattaya, Thailandia   | 19 settembre 2019 |

## Risultati
| Pos. | Atleta                           | Gr. | Peso atleta | Strappo (kg) | Strappo (kg) | Strappo (kg) | Strappo (kg) | Slancio (kg) | Slancio (kg) | Slancio (kg) | Slancio (kg) | Totale   |
| Pos. | Atleta                           | Gr. | Peso atleta | 1            | 2            | 3            | Pos.         | 1            | 2            | 3            | Pos.         | Totale   |
| ---- | -------------------------------- | --- | ----------- | ------------ | ------------ | ------------ | ------------ | ------------ | ------------ | ------------ | ------------ | -------- |
|      | Li Fabin (CHN)                   | A   | 60.80       | 137          | 140          | 140          |              | 167          | 175          | 175          |              | 312      |
|      | Eko Yuli Irawan (INA)            | A   | 60.80       | 135          | 139          | 139          |              | 165          | 170          | 171          |              | 300      |
|      | He Yueji (CHN)                   | A   | 60.90       | 132          | 136          | 138          |              | 155          | 160          | 163          | 7            | 296      |
| 4    | Sergio Massidda (ITA)            | A   | 61.00       | 130          | 133          | 135          | 4            | 158          | 162          | 164          | 8            | 293      |
| 5    | Ricko Saputra (INA)              | A   | 60.00       | 128          | 128          | 132          | 5            | 161          | 166          | 166          | 5            | 293      |
| 6    | Teerapat Chomchuen (THA)         | B   | 60.20       | 125          | 128          | 128          | 7            | 155          | 160          | 164          | 4            | 292      |
| 7    | Jhon Serna (COL)                 | B   | 60.90       | 120          | 125          | 127          | 10           | 160          | 164          | 166          |              | 289      |
| 8    | Shota Mishvelidze (GEO)          | A   | 60.90       | 130          | 135          | 136          | 6            | 155          | 165          | 165          | 11           | 285      |
| 9    | Nguyễn Trần Anh Tuấn (VIE)       | A   | 60.90       | 126          | 129          | 131          | 9            | 155          | 162          | 162          | 12           | 281      |
| 10   | John Ceniza (PHI)                | B   | 60.10       | 119          | 122          | 125          | 11           | 155          | 160          | 161          | 10           | 280      |
| 11   | Arley Calderón (CUB)             | B   | 60.50       | 120          | 120          | 123          | 14           | 155          | 160          | 162          | 6            | 280      |
| 12   | Gabriel Marinov (BUL)            | A   | 60.80       | 121          | 124          | 126          | 12           | 155          | 159          | 161          | 13           | 279      |
| 13   | Goderdzi Berdelidze (GEO)        | B   | 60.70       | 120          | 124          | 126          | 15           | 144          | 149          | 151          | 18           | 277      |
| 14   | Seraj Al-Saleem (KSA)            | A   | 60.70       | 121          | 124          | 124          | 13           | 155          | 155          | 160          | 14           | 276      |
| 15   | Hampton Morris (USA)             | B   | 60.70       | 118          | 118          | 124          | 16           | 157          | 163          | 164          | 9            | 275      |
| 16   | Wilkeinner Lugo (VEN)            | C   | 60.90       | 117          | 120          | 123          | 17           | 146          | 151          | 153          | 16           | 274      |
| 17   | Ferdi Hardal (TUR)               | B   | 61.00       | 123          | 126          | 127          | 18           | 150          | 154          | 154          | 20           | 273      |
| 18   | Víctor Güémez (MEX)              | B   | 60.70       | 115          | 120          | 123          | 19           | 145          | 151          | 155          | 17           | 271      |
| 19   | Luis Bardalez (PER)              | B   | 61.00       | 113          | 117          | 120          | 20           | 150          | 154          | 154          | 15           | 271      |
| 20   | Thiago Silva (BRA)               | B   | 59.70       | 120          | 120          | 120          | 21           | 150          | 154          | 154          | 21           | 270      |
| 21   | Kazuma Motoki (JPN)              | B   | 60.80       | 125          | 125          | 129          | 22           | 142          | 150          | 151          | 26           | 267      |
| 22   | Chanambam Rishikanta Singh (IND) | C   | 60.20       | 113          | 117          | 117          | 23           | 143          | 148          | 151          | 22           | 265      |
| 23   | Víctor Garrido (ECU)             | C   | 60.90       | 117          | 118          | 123          | 24           | 138          | 143          | 145          | 25           | 261      |
| 24   | Youri Simard (CAN)               | C   | 61.00       | 110          | 110          | 114          | 25           | 140          | 145          | 150          | 19           | 260      |
| 25   | Morea Baru (PNG)                 | C   | 61.00       | 110          | 115          | 118          | 26           | 143          | 148          | 150          | 24           | 258      |
| 26   | Valentin Iancu (ROU)             | C   | 59.40       | 105          | 108          | 111          | 27           | 135          | 140          | 144          | 23           | 252      |
| 27   | Tan Chi-chung (TPE)              | C   | 60.60       | 105          | 110          | 110          | 28           | 135          | 140          | 145          | 27           | 250      |
| 28   | Yōichi Itokazu (JPN)             | C   | 61.00       | 105          | 108          | 110          | 29           | 130          | 134          | 136          | 28           | 246      |
| 29   | Marian-Cristian Luca (ROU)       | C   | 57.30       | 105          | 110          | 110          | 30           | 125          | 130          | 135          | 29           | 235      |
| 30   | Davis Niyoyita (UGA)             | C   | 58.50       | 85           | 90           | 95           | 31           | 120          | 125          | 127          | 30           | 220      |
| 31   | Joshua Amunga (KEN)              | C   | 55.60       | 65           | 70           | 73           | 32           | 80           | 84           | 86           | 31           | 159      |
| —    | Shin Rok (KOR)                   | A   | 60.60       | 127          | 127          | 127          | 8            | 156          | 156          | 159          | —            | —        |
| —    | Simon Brandhuber (GER)           | A   | ritirato    | ritirato     | ritirato     | ritirato     | ritirato     | ritirato     | ritirato     | ritirato     | ritirato     | ritirato |